# Тромпо

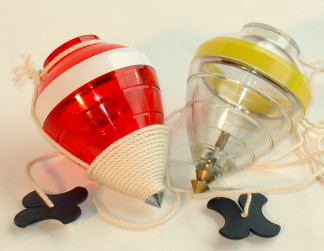
Тромпо, изготовленные из пластмассы и металла

Тромпо — популярная в Латинской Америке игрушка, волчок грушевидной формы, обычно изготавливаемый из древесины, хотя в последнее время для изготовления тромпо нередко применяются пластмассы и иные современные материалы. Наконечник, на котором вращается тромпо, часто изготавливают из стали. Запускают игрушку обычно вращением шнура, обёрнутого вокруг неё.
В Испании эта игрушка известна под названием пеон (peon), в ряде стран Южной Америки — как рунчо (runcho) или пеонца (peonza).
В ряде стран Латинской Америки, таких как Мексика, Колумбия и Перу, тромпо настолько популярен, что даже проводятся чемпионаты по его запуску.